# Rhode Makoumbou

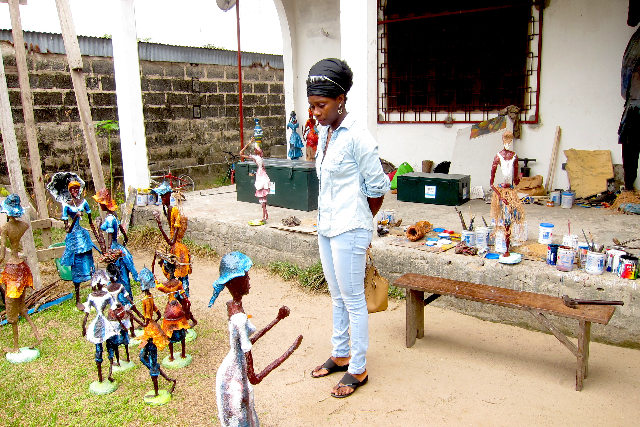
Rhode Makoumbou với một số tác phẩm nghệ thuật của cô ấy

Rhode Bath-Schéba Makoumbou (sinh ngày 29 tháng 8 năm 1976) là một nghệ sĩ đến từ Cộng hòa Congo. Các bức tranh sơn dầu và tac phẩm điêu khắc của cô đã trưng bày trên khắp thế giới. Cô làm việc ở Brussels và Brazzaville. Năm 2012, cô giành giải Nghệ thuật Grand Prix và và Thư của Tổng thống Cộng hòa Congo và năm sau được bổ nhiệm làm thư kí trong Ordre du Dévouement Congolais.

## Sự nghiệp
Rhode Bath-Schéba Makoumbou sinh ngày 29 tháng 8 năm 1976 tại Brazzaville, Cộng hòa Congo, và là con gái của họa sĩ David Makoumbou. Makoumbou đã bắt đầu sáng tác nghệ thuật từ năm 1989, ban đầu là bức tranh sơn dầu được làm bằng dao. Nó được coi là điều khác biệt ở châu Phi, nhưng với những ảnh hưởng từ chủ nghĩa hiện thực, chủ nghĩa biểu hiện và chủ nghĩa lập thể. Từ năm 2002, cô cũng đã từng làm việc trong ngành điêu khắc, tạo ra những hình ảnh từ mùn cưa và keo dán gỗ trên một khung kim loại.
Các tác phẩm của Makoumbou đã có mặt tại hơn 230 cuộc triển lãm trên khắp thế giới. Cô đã giành được giải Grand Prix Nghệ thuật và Thư của Tổng thống Cộng hòa Congo năm 2012. Từ đó cô đã chuyển đến Brussels, Bỉ. Cô được bổ nhiệm làm thư kí của Ordre du Dévouement Congolais bởi Tổng thống Denis Sassou Nguesso tại lễ khai mạc Liên hoan Âm nhạc Pan-African vào ngày 13 tháng 7 năm 2013. Giải thưởng dành cho khả năng nghệ thuật của cô và tác phẩm của cô đã truyền bá nhận thức về nghệ thuật Congo trên toàn thế giới.
Makoumbou đã thử nghiệm tạo kiểu tóc truyền thống và hiện đại trên các mẫu được trưng bày tại Tuần lễ thời trang Brussels Ethno Tendance tháng 11 năm 2017. [5] Cô duy trì các hội thảo ở Brussels và Brazzaville.